# Enyalius bibronii
Espèce
Synonymes
- Enyalius rhombifer Duméril & Bibron, 1837
- Enyalius catenatus bibronii Boulenger, 1885

Statut de conservation UICN

 LC  : Préoccupation mineure
Enyalius bibronii est une espèce de sauriens de la famille des Leiosauridae.

## Répartition
Cette espèce est endémique du Brésil. Elle se rencontre dans les États de Bahia, du Ceará, d'Espírito Santo, du Minas Gerais, du Paraíba, du Pernambouc et du Piauí.

## Description
C'est un lézard arboricole ou semi-arboricole qui vit dans les forêts relativement sêches de la côte Atlantique du Brésil.

## Étymologie
Cette espèce est nommée en l'honneur de Gabriel Bibron.

## Publication originale
- Boulenger, 1885 : Catalogue of the lizards in the British Museum (Natural History) II. Iguanidae, Xenosauridae, Zonuridae, Anguidae, Anniellidae, Helodermatidae, Varanidae, Xantusiidae, Teiidae, Amphisbaenidae, Second edition, London, vol. 2, p. 1-497 (texte intégral).